# Ciao Gulliver
Ciao Gulliver è un film drammatico del 1970 diretto da Carlo Tuzii con Lucia Bosè e Antonello Campodifiori.

## Trama
Daniele è un giovane giornalista che realizza servizi televisivi. Convinto che la televisione non debba essere solo intrattenimento, ma anche strumento di informazione, è determinato a girare inchieste su guerre, miseria, droga e altri mali della società senza farsi manipolare dai dirigenti TV. Suo antagonista è Gasbini, un funzionario che non contesta mai apertamente i suoi filmati, ma dopo averli approvati li svuota di significato e e li manda in onda trasformati in servizi di costume. Nella vita privata Daniele ha accanto a sé Evelyn, una donna che lo apprezza e lo sostiene, tanto da aver abbandonato per lui marito e figli, e Claudio, un amico che nutre nei suoi confronti una stima incondizionata. L'idea di Daniele è stavolta quella di proporre un'inchiesta sulla fame nel mondo. Dovrebbe essere un documentario di denuncia, ma Gasbini ne manomette il contenuto e lo riduce a un programma di successo. Come Gulliver, imprigionato dai lillipuziani, così Daniele si sente intrappolato dai lacci invisibili del potere che gli impediscono di cambiare il mondo.
Daniele così viene abbandonato da Claudio, che ormai lo ritiene un venduto, e rischia di farsi abbandonare anche da Evelyn ma, sentendosi ormai sconfitto come uomo e come regista, si toglie la vita. In televisione, un altro è pronto a prendere il suo posto.